# دمیتریو نرا
دمیتریو نرا (اسپانیایی: Demetrio Neyra‎؛ ۱۹۰۶ – ۱۰ ژوئن ۱۹۵۷) یک بازیکن فوتبال اهل پرو بود.

## تیم ملی
وی همچنین در تیم ملی فوتبال پرو بازی کرده است.